# Love Me (пісня Джастіна Бібера)
«Love Me» (укр. Кохай мене) — пісня канадського співака Джастіна Бібера. Написана Бруно Марсом, Арі Левіном і Філіпом Лоуренсом, а спродюсована DJ Frank E. Пісня вийшла суто в iTunes як перший промо-сингл із дебютного студійного альбому Бібера My World 26 жовтня 2009 року.
Пісня написана в жанрі електропоп, яка також містить елементи денс-попу і R&B-музики та інтерполює приспів синглу «Lovefool» 1996 року шведського гурту The Cardigans. «Love Me» був одним з найкраще сприйнятих треків альбому, який критики похвалили за електро- і клубні ритми, і використання приспіву з «Lovefool».
Пісня посіла в чартах Канади та США дванадцяту і тридцять сьому сходинку, відповідно. Пісня також увійшла до головного чарту і R&B-чарту Сполученого Королівства, а також в чарту Австралії. Музичне відео на пісню вийшло 3 серпня 2010 і стало «подякою за підтримку та даниною шанувальникам у всьому світі». Більшість сцен кліпу створені із записів виступів Бібера наживо, знімання за кулісами концертів, і танців Бібера перед блакитно-білим фоном. Бібер починав кожне шоу свого туру My World Tour з цієї пісні.

## Створення
Пісня була створена DJ Frank E на студії Side 3 Studios в Денвері, штат Колорадо. Записана Біллом Малліном на студії Serenity Sound Studio в Цинциннаті, штат Огайо. Зведенням треку займалися Дейвом Пенсадом і Джейсоном-Джошуа Фовлером на студії Larrabee Studios в Північному Голлівуді, штат Каліфорнія.
Бібер спочатку заявив, що третій сингл з його дебютного альбому вийде суто в iTunes і буде акустичним реміксом його провідного синглу «One Time», і що він буде презентований 27 жовтня 2009 року. Однак плани змінилися, і за тиждень до релізу, Бібер оголосив, що вийде нова пісня «Love Me». Вона була презентована днем раніше, 26 жовтня. Бібер написав у Твіттері, що для нього це також стало несподіванкою.

## Композиція
«Love Me» — це поп-пісня зі звучанням гітари, бас-гітари та ударних. Приспів інтерполює пісню «Lovefool» шведського гурту The Cardigans. Відповідно до музичного листа, опублікованого на сайті Musicnotes.com компанією Universal Music Publishing, Ltd., «Love Me» має музичний розмір ціла нота (С). Пісня написана в тональності до мінор з вокалом Бібера охоплює діапазон від низької ноти Bb3 до високої ноти Eb5. Пісня має акордну прогресію Cm–A♭–E♭–B♭.

## Відгуки
Пісня отримала одні з найкращих відгуків серед пісень альбому. Мікаель Вуд з Entertainment Weekly сказав: «Бібер кращий у „Love Me“, де партія з „Lovefool“ The Cardigans на вершині просто вбиває своїм електро-глем грувом». Марк Гірш з Бостон глоуб був одним з небагатьох рецензентів, який зробив змішаний аналіз альбому, відзначивши, що «Love Me» була основною піснею альбому. Вашингтон пост також назвав пісню однією з найкращих в альбомів, називаючи її «скромним клубним треком». Нью-Йорк таймс заявив, що трек «ймовірно, єдиний реліз за останній час, який своїм випуском завдячує Cardigans». Майк Дайвер з BBC Music називав пісню «електронаповненим переосмисленням пісні The Cardigans „Lovefool“, де Бібер демонструє правильне ставлення, є грайливим та милосердний». Дайвер віддавав перевагу Біберу в пісні і хотів більше «нахабного хлопця, який по праву має час на своє молоде життя», а не є «підлітковим плейбоєм». «Love Me» дебютувала в канадському чарті Canadian Hot 100 і американському Billboard Hot 100 на дванадцятій і тридцять сьомій сходинці відповідно. Загалом, пісня протрималася дванадцять тижнів у хіт-параді Канади і чотири — у Сполучених Штатах. 10 січня 2010 року «Love Me» увійшла до чарту Великої Британії UK Singles Chart, посівши вісімдесят другу сходинку, згодом піднявшись до сімдесят першої. Вона також дебютував і британському чарту UK R&B на двадцять третій позиції, залишаючись у хіт-параді протягом трьох тижнів. Окрім того, вона дебютував на 100 сходинці чарту Австралії.

## Просування

Бібер робить серце відповідно до теми пісні. Бібер виступає перед великим натовпом фанатів.

Музичний кліп на пісню «Love Me» зняв режисер Альфредо Флорес з Бібером, який виступив співрежисером. Він вийшов 3 серпня 2010 року. Бібер розповів, що відео є «даниною його шанувальникам у всьому світі, подякою їм за підтримку». Головні сцени кліпу створені із записів живих виступів. Інші сцени відео зняті «за кулісами» репетицій, зустрічей з фанами, виступи на радіо, жартівлива ходьба з туалетним папером, що стирчать з його штанів, і сцени з друзями і родиною. Наставник Бібер, Ашер, також з'являється у відео. Відео також включає в себе кадри, як Бібер стоячи перед «простим білим тлом» танцює і «малює серця в повітрі, які адресує своїм фанам» та підкреслює тему пісні «Love Me» (укр. Кохай мене). Бібер виконав пісню кілька разів, в тому числі на урочистому відкритті нового Microsoft Store в Мішн-В'єхо, штат Каліфорнія, під час туру Тейлор Свіфт Fearless Tour, промо-туру на радіо і Jingle Ball tour, а також в ранковому шоу The Early Show каналу CBS в рамках програм Super Bowl. Бібер також виконав пісню на концерті в Hollywood Palladium. Він також виконав її в неефірній частині програми Pepsi Super Bowl Fan Jam каналу VH1, а також на фестивалі Houston Rodeo 2010 із Селеною Гомес. Бібер виконав цю пісню на концерті в Hollywood Palladium. В огляді виступу, Август Браун з Лос-Анджелес Таймс похвалив трек, зазначивши, що пісня «повторює інді-поп-приспів з „Lovefool“ гурту Cardigans з модним гіпнотичним звучанням синтезаторів і войовничим танцювальним бітом.»

## Автори
- Автор пісні — Пітер Ернандес, Філіп Лоуренс, Арі Левін[en], Пітер Свенссон, Ніна Перссон
- Продюсер — DJ Frank E[en]
- Бек-вокал — Тейлор Грейвс, Бонні Макі
- Запис вокалу — Білл Маліна і DJ Frank E, за сприяння Пола Бейлі та Хуана Пабло «The Specialist» Негета
- Зведення[en] — Джейсоном-Джошуа Фовлером[en] і Дейвом Пенсадом[en], за сприяння Джанкарло Ліно[1]

## Чарти
| Чарт (2009—2010)                          | Найвища позиція |
| ----------------------------------------- | --------------- |
| Австралія (ARIA)                          | 65              |
| Канада (Canadian Hot 100)                 | 12              |
| Велика Британія (Official Charts Company) | 71              |
| Велика Британія (UK R&B Chart)            | 23              |
| США (Billboard Hot 100)                   | 37              |